# Bagàievka
Bagàievka (en rus: Багаевка) és un poble de l'óblast de Saràtov, a Rússia, segons el cens del 2010 tenia 1.539 habitants. Pertany al districte municipal de Saràtov.